# After the Battle
After the Battle je časopis zabývající se vojenskou historií vycházející čtvrtletně u nakladatelství Battle of Britain International Limited ve Spojeném království.

## Historie a formát
After the Battle začal vycházet v roce 1973 a vychází vždy 15. dne v únoru, květnu, srpnu a listopadu. Funkci šéfredaktora zastává od roku 1973 Winston Ramsey, jemuž asistuje Gail Parker Ramsey.
Časopis se soustředí zejména na období druhé světové války ve formátu „tehdy a nyní“. Články jsou doprovázeny historickými fotografiemi doplněnými současnými snímky identické scenérie ilustrujícími jak mnoho (či jak málo) se na daném místě za uplynulou dobu změnilo. Většině vydání dominuje hlavní článek na specifické téma, doplněný několika kratšími články. Časopis píše o všech částech světa.
Někdy vycházejí i tematická čísla na spřízněné náměty, věnovaná válečným filmům, historickým vojenským vozidlům anebo válečným památníkům.